# SBB RABDe 8/16

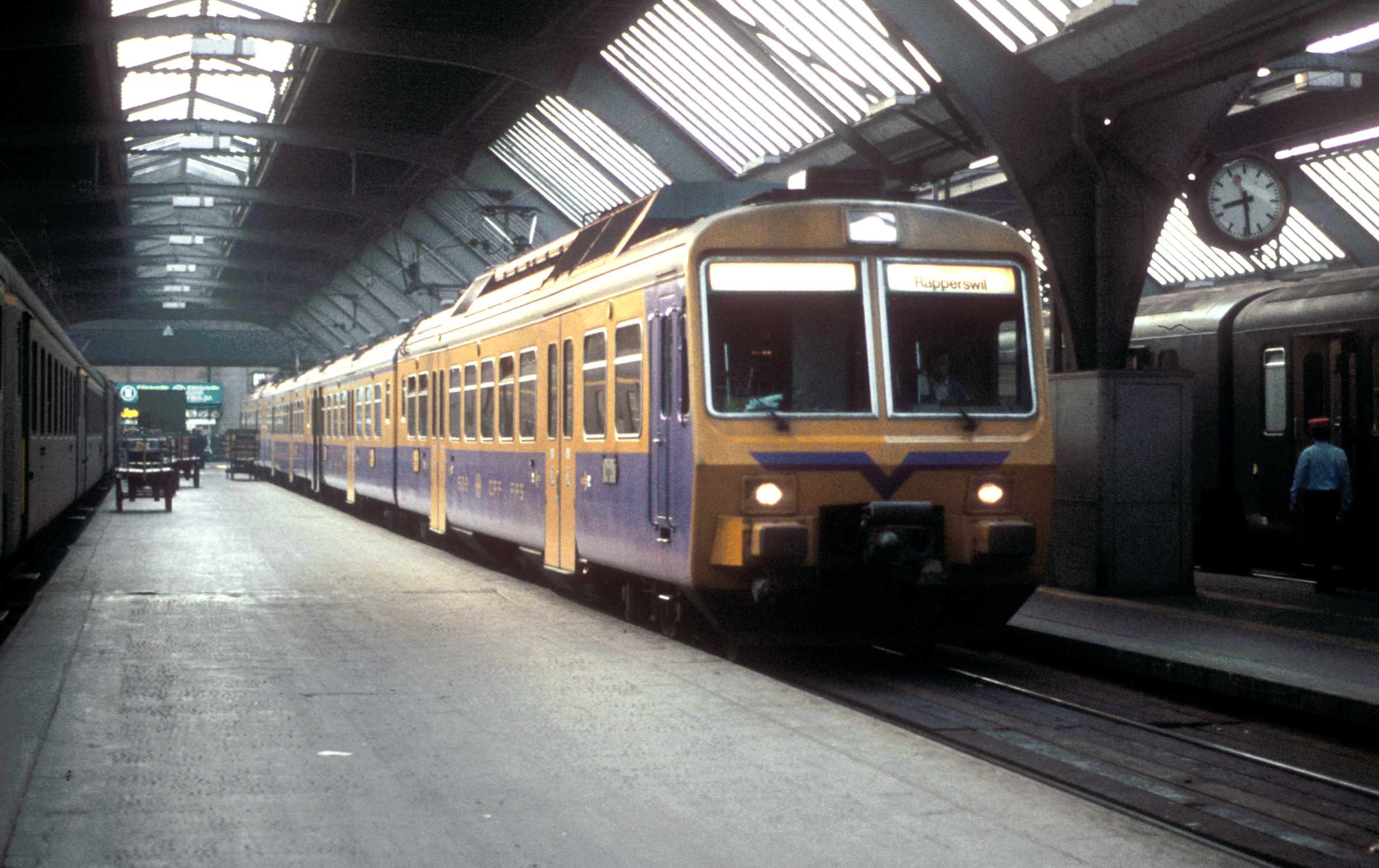
Regionalzug nach Rapperswil in Zürich

RABDe 8/16 ist die Typenbezeichnung für ein Schweizer Eisenbahnfahrzeug.
Diese Fahrzeuge stellten eine konsequente Weiterentwicklung der RABDe 12/12-Triebzüge dar. Sie waren wie die RABDe 12/12-Triebzüge auf hohe Beschleunigung für Regionalverkehr ausgelegt, erreichten dieses Ziel aber weniger über hohe Antriebsleistung, sondern über niedriges Gewicht. Es wurden vier 1970 bestellte Prototypen gebaut, diese wurden aber bereits 1997 ausgemustert und inzwischen abgebrochen – die «Chiquita» gehören damit zu den SBB-Fahrzeugen mit der kürzesten Betriebsdauer.
Die ersten Entwürfe sahen noch einen dreiteiligen Zug, sprich ein ABDe 8/12 vor. Der Triebzug wurde aber noch während des Baus um einen antriebslosen Mittelwagen zweiter Klasse verlängert, sodass er bei Auslieferung als vierteiliger Zug die Achsfolge Bo'Bo'+2'2'+2'2'+Bo'Bo' hatte. Die Triebzüge hatten die ursprünglichen Nummern 1121–1124. Schon beim Bau der Zugseinheiten bogen sich die Wagenböden «wie eine Banane» durch, weshalb die violett-gelben Züge den Beinamen «Chiquita» erhielten.

## Konstruktion und Technik
Um das geringe Gewicht von 149 Tonnen für einen vierteiligen Zug zu erreichen, wurde konsequent die damals revolutionäre Leichtbauweise aus Aluminium eingesetzt. Die Fahrzeuge litten aber darunter, dass noch die Erfahrung mit dieser Leichtbauweise fehlte, es konnte sogar ein Durchhängen des Wagenkastens beobachtet werden mit allen damit verbundenen Problemen, hauptsächlich mit den Türen. Diese Schwächen führten dazu, dass es bei den vier Prototypen blieb.
Bezüglich Komfort für die Fahrgäste setzten diese Fahrzeuge neue Standards, hauptsächlich dank dem tiefen Boden und den grosszügigen, von Anfang an automatischen Türen. Neu war auch die Antriebstechnik: so wurden leichte und kleine Gleichstrommotoren eingesetzt, die mit einer Thyristorsteuerung stufenlos betrieben werden konnten, im Gegensatz zu den groben Stufenschaltern der RABDe 12/12. Die Laufdrehgestelle entsprachen jenen der Einheitswagen III. Auch waren automatische Schwenkschiebetüren eingebaut, die per Knopfdruck geöffnet werden konnten. Bei offenen Türen war eine Abfahrt nicht möglich, und die Türen wurden während der Fahrt automatisch verriegelt. Die Türen konnten auch seiten-selektiv freigegeben werden. Die Türflügel waren so ausgebildet, dass die Trittbretter bei geschlossener Türe abgedeckt waren.
Eine Komposition verfügte über 54 Sitzplätze erster und 224 Sitzplätze zweiter Klasse, der Zwischenwagen erster Klasse verfügte zudem über ein Gepäckabteil.
Marketingfachleute der SBB hatten die Idee, alle Regionalverkehrsmittel wie die NPZ-Kompositionen und die Doppelstockzüge der Zürcher S-Bahn einheitlich zu gestalten. Die Trieb- und Steuerwagen des Neuen Pendelzüge (NPZ) sind äusserlich eine Weiterentwicklung der Chiquitas. Auch die Schwenktüren wurden nach dem Vorbild des RABDe 8/16 installiert.
Die vier Garnituren wurden wie folgt abgeliefert:
- Nummer 2001: 27. Januar 1976
- Nummer 2002: 18. Mai 1976
- Nummer 2003: 13. April 1976
- Nummer 2004: 31. August 1976

## Betrieb
Die Garnituren wurden im Betrieb nicht getrennt. Weil kein Hochspannungskabel durch den Zug vorhanden war, wurden beide Triebköpfe mit eigenen Stromabnehmern ausgestattet. Sie verfügten ausserdem über je einen Führerstand und über eine automatische +GF+-Kupplung. Die Fahrzeuge verfügten alle über Vielfachsteuerung, wobei technisch gesehen alle vier Einheiten zusammen verkehren konnten, wofür aber die Perronlänge normalerweise nicht ausreichte. Mechanisch kuppelbar waren sie mit den RABDe 12/12.
Die Chiquitas wurden ab 1976 auf der Rechtsufrigen Zürichseebahn eingesetzt. Die ersten fahrplanmässigen Fahrten wurden von der Nummer 2001 auf dieser Linie resp. der Strecke Zürich–Meilen–Rapperswil am 1. Februar 1976 durchgeführt. Auf Grund massiver Probleme vor allem mit der Türsteuerung, die wegen des Durchhängens der Wagen nicht korrekt funktionierte, waren sie später vorwiegend auf Nebenlinien im Kreis III (Nordostschweiz) tätig. Obwohl bekannt war, dass mit diesen Triebzügen erhebliche Probleme im Betrieb entstanden, wurden diese zuletzt auf der Linie des Fahrplanfeldes 821 Stein am Rhein – Etzwilen – Winterthur im Regelbetrieb eingesetzt. In den Jahren 1990 und 1991 bekamen noch zwei Triebzüge (2001 sowie 2003) die NPZ-Farbgebung und wurden revidiert. Der Triebzug 2001 wurde noch im neuen Kleid auf die Ortsgemeinde Kaltenbach-Etzwilen getauft. Der Regelbetrieb der Linie wurde jedoch durch die Pannen der Triebwagen erheblich gestört, sodass sich die SBB 1992 von einem Tag auf den anderen gezwungen sahen, alle vier Züge ausser Betrieb zu setzen und als funktionsunfähig abzuschreiben. Statt sie einer erneuten Revision zu unterziehen, wurden die vier Züge in den Jahren 1992 und 1993 auf Abstellgleise in Glarus und Ennenda gebracht. Letzter SBB-Einsatztag war der 7. Januar 1993.
Von 24. August 1993 bis Juli 1994 wurde die Einheit 2003 an die Mittelthurgaubahn vermietet, danach bis Dezember 1994 die Einheit 2004. Dabei wurde jeweils der Mittelwagen B ausgereiht; der AD dagegen musste bleiben, da er einen Teil der Zugssteuerung beherbergte. Per 30. September 1997 wurden alle Chiquitas ausrangiert und 1998 abgebrochen.